# ريد (فلم 2010)
ريد  (بالإنجليزية: Red) هو فيلم حركة عن ريد لحاس ريتا تم إنتاجه في الولايات المتحدة وصدر في سنة 2010.

## بطولة
- بروس ويليس
- مورغان فريمان
- جون مالكوفيتش
- ماري-لويز باركر
- هيلين ميرين

## القصة
أحداث الفيلم تدور حول عميل الاستخبارات السابق فرانك موزس، ومجموعة من العملاء الآخرين الذين تقاعدوا عن العمل وهم: جو، مارفين وفكتوريا.. الأسرار التي يعلمها هؤلاء الأربعة جعلتهم على قائمة المطلوبين الآن وتم استهدافهم للتصفية، فأصبح عليهم أن يوحدوا جهودهم كي يستطيعوا إنقاذ أنفسهم والنجاة بحياتهم. ومن أجل هذا يقومون بالتوغل عميقًا في مؤسسة الاستخبارات الأكثر خطورة الـ CIA ويقومون بتعرية عدد من الأسماء الكبيرة والمهمة في الحكومة الأميركية، مما يجعلها أكبر عملية كشف أسرار تحدث في التاريخ.

## الميزانية والإيرادات
بلغت تكلفة إنتاج الفيلم حوالي 58 مليون دولار بينما حقق أرباحا تقدر بـ 199,006,387 دولار.

## وصلات خارجية
- ريد على موقع IMDb (الإنجليزية)
- ريد على موقع ميتاكريتيك (الإنجليزية)
- ريد على موقع الموسوعة البريطانية (الإنجليزية)
- ريد على موقع روتن توميتوز (الإنجليزية)
- ريد على موقع نتفليكس (الإنجليزية)
- ريد على موقع قاعدة بيانات الأفلام العربية
- ريد على موقع ألو سيني (الفرنسية)
- ريد على موقع Turner Classic Movies (الإنجليزية)
- ريد على موقع أول موفي (الإنجليزية)
- ريد على موقع بوكس أوفيس موجو (الإنجليزية)

1. ↑  وصلة مرجع: http://www.allocine.fr/film/fichefilm_gen_cfilm=146229.html. الوصول: 16 ديسمبر 2015.
2. ↑  وصلة مرجع: http://www.stopklatka.pl/film/film.asp?fi=43326. الوصول: 16 ديسمبر 2015.
3. ↑  وصلة مرجع: http://www.interfilmes.com/filme_23876_Red.Aposentados.e.Perigosos-(Red).html. الوصول: 16 ديسمبر 2015.
4. ↑  وصلة مرجع: http://stopklatka.pl/film/red-2010. الوصول: 9 أبريل 2016.
5. ↑  "Jake Myers - IMDb". اطلع عليه بتاريخ 2025-01-26.